# Ramadasa plumbeola
Ramadasa plumbeola là một loài bướm đêm trong họ Noctuidae.